# 权变选举

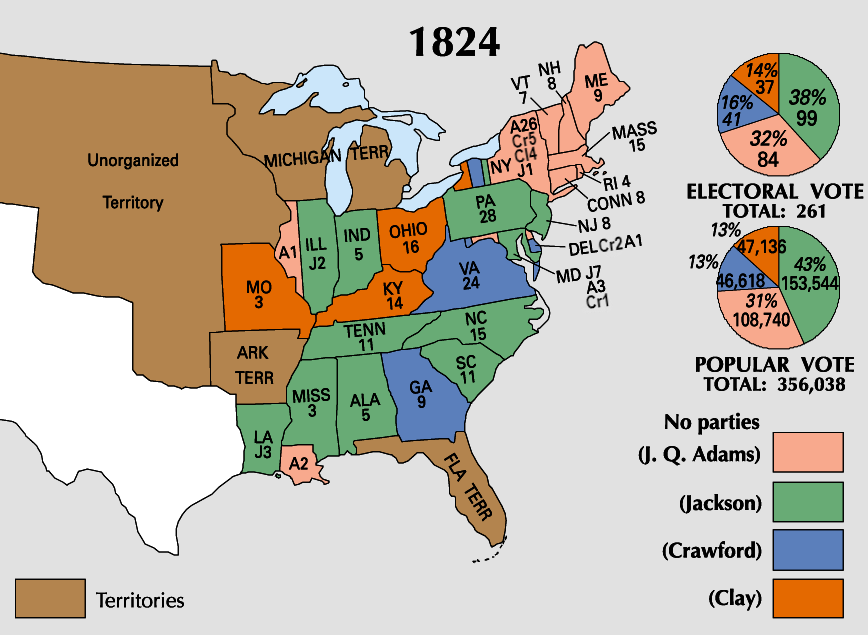
1824年美国总统选举，
四位候选人中没有一人票数过半

在美国，权变选举（或：临时选举；英语：Contingent election）是依据美国宪法第十二条修正案中提到的解决如果没有总统候选人获得过半选举人票的情况下，由众议院选举总统，参议院选举副总统的程序。这种情况极为罕见，至今只发生过三次。触发这一选举程序的情形包括：
- 多名被选举人竞选，没有单一被选举人获得50%以上的绝对多数选举人票；
- 两名被选举人竞选，双方同时获得50%的选举人票。

美国宪法第十二条修正案中相关条文如下：
...The person having the greatest number of votes for President, shall be the President, if such number be a majority of the whole number of Electors appointed; and if no person have such majority, then from the persons having the highest numbers not exceeding three on the list of those voted for as President, the House of Representatives shall choose immediately, by ballot, the President. But in choosing the President, the votes shall be taken by states, the representation from each state having one vote; a quorum for this purpose shall consist of a member or members from two-thirds of the states, and a majority of all the states shall be necessary to a choice. And if the House of Representatives shall not choose a President whenever the right of choice shall devolve upon them, before the fourth day of March next following, then the Vice-President shall act as President, as in the case of the death or other constitutional disability of the President...

译文如下：
- ...获得总统选票最多的人，如所得票数超过所选派选举人总数的半数，即为总统。如无人获得这种过半数票，众议院应立即从被选为总统之人名单中得票最多的但不超过三人中间，投票选举总统。但选举总统时，以州为单位计票，每州代表有一票表决权。2/3的州各有一名或多名众议员出席，即构成选举总统的法定人数，选出总统需要所有州的过半数票。当选举总统的权力转移到众议院时，如该院在次年3月4日前尚未选出总统，则由副总统代理总统，如同总统死亡或宪法规定的其他丧失任职能力的情况一样...——第8届美国国会，1803年11月9日

1. ↑  斜体字内容被1933年第二十条修正案第1，第3节取代。

## 词源
“权变投票制”（临时投票）这一词，在当前中文圈尚无进行分类无学术译名。

## 选举机制
在美国总统选举中，如果没有任何一位总统候选人在选举人团中获得绝对多数选票的情况下，根据宪法第二十条、第十二条修正案中相关规定，众议院将通过权变选举选出总统——每州一票，需要超过2/3的州代表出席，获得超过总州数一半选票（美国现在有50个州，获胜需要赢得至少26张选票）的人当选总统。合众国的首都哥伦比亚特区因为不是州，所以不参与投票。
副总统由参议院投票决定，每个参议员有一票，获得参议员总数的一半（美国现在有100名参议员，获胜需要获得至少51张选票，如果出现两名候选人各的50张选票的情况，则现任副总统是否可以投出决定性的一票，尚有争议）。
权变选举的程序首先在美国宪法第1款条第2-6节中确立，然后于1804年各州批准后由第12条修正案修改。权变选举极为罕见：美国历史上仅发生过3次：1800年，托马斯·杰斐逊由于建国早期在选举程序的立法上有缺陷，導致他在該次选举中一度与自己的副总统候选人阿龙·伯尔竞争。1824年，选举人团的出现使四名候选人选票分裂，安德鲁·杰克逊在权变选举中输给了约翰·昆西·亚当斯，尽管杰克逊赢得較多普选票也赢得較多选举人票但仍落選。1836年，来自弗吉尼亚的24位不忠实选举人虽支持了马丁·范·布伦，却拒绝投票支持副总统候选人理查德·门特·约翰逊，迫使参议院进行权变选举选出副总统；在第一轮选举中，参议院最终投票支持理查德·约翰逊为副总统。